# Ariel (namn)

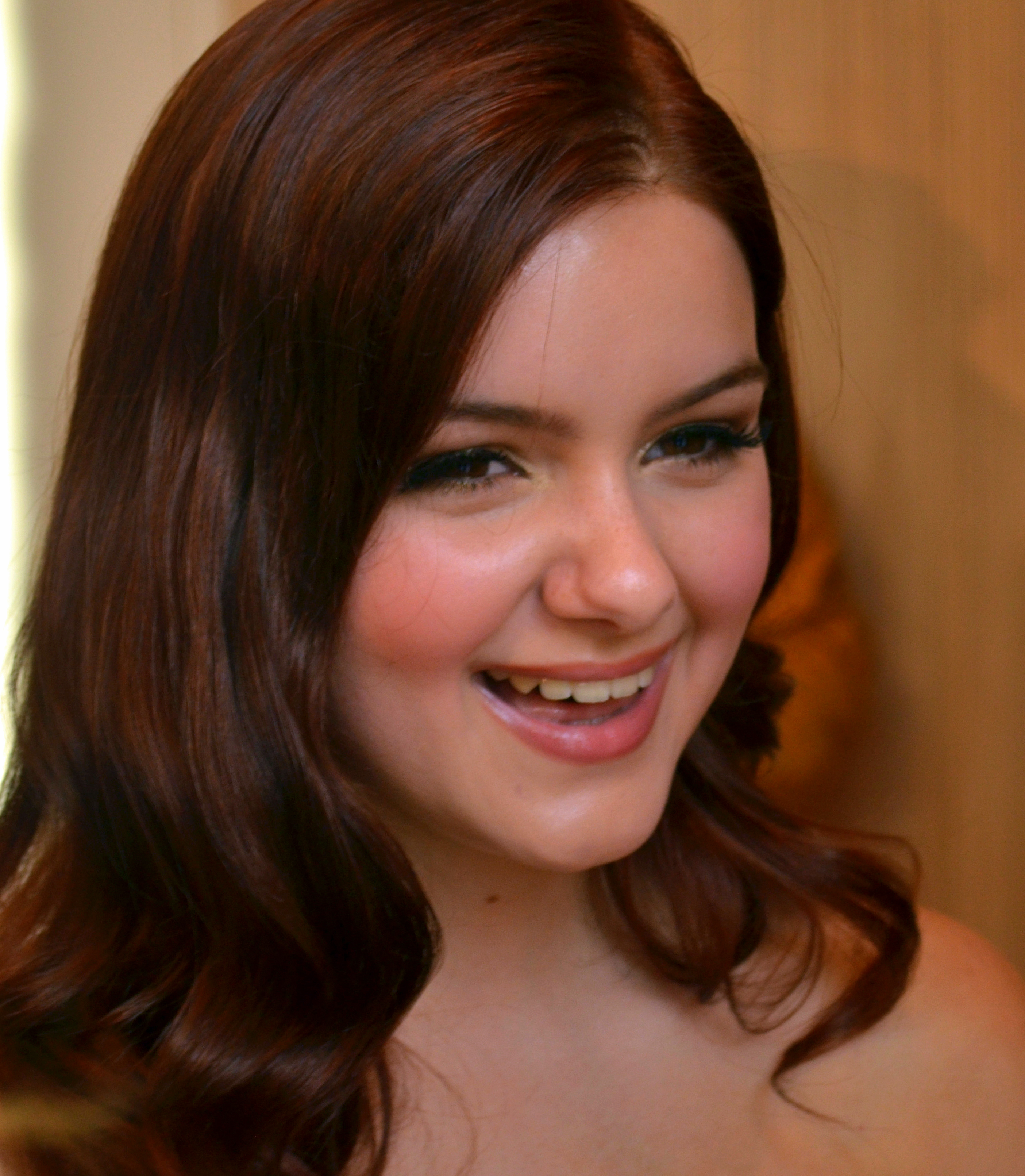
Ariel Winter

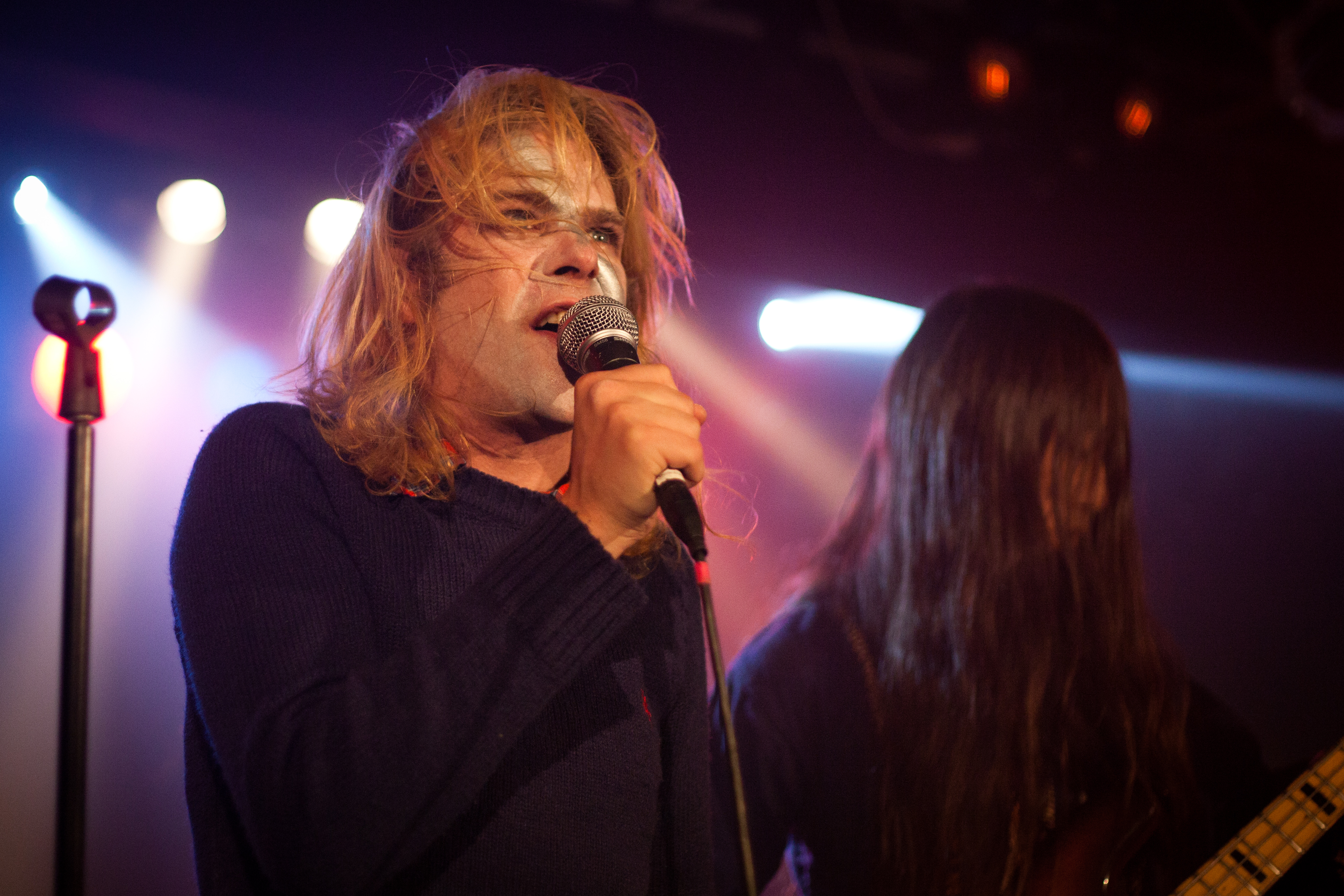
Ariel Pink

Ariel är ett hebreiskt förnamn med betydelsen Guds lejon. Namnet används både för män och kvinnor. Den kvinnliga formen Arielle förekommer också.
Den 31 december 2014 fanns det totalt 157 kvinnor och 301 män folkbokförda i Sverige med namnet Ariel, varav 70 kvinnor och 120 män bar det som tilltalsnamn. Det fanns 62 kvinnor med namnet Arielle, varav 39 bar det som tilltalsnamn.

## Personer med namnet Ariel

### Kvinnor
- Arielle Kebbel, amerikansk skådespelare
- Ariel Lin, taiwanesisk skådespelare och sångerska
- Ariel Winter, amerikansk skådespelare

### Män
- Ariel Hernández, kubansk boxare
- Ariel Ortega, argentinsk fotbollsspelare
- Ariel Pestano, kubansk basebollspelare
- Ariel Pink, amerikansk musiker
- Ariel Sharon, israelisk politiker

## Fiktiva personer med namnet
- Ariel, en havsande tillika trollkarlen Prosperos tjänare i Shakespeares pjäs Stormen
- Ariel, huvudpersonen i Disneyfilmen Den lilla sjöjungfrun